# Премия Американского института киноискусства (2002)
Премия Американского института киноискусства за 2002 год.
| Категории                            | Название фильма                   |
| ------------------------------------ | --------------------------------- |
| Фильмы                               | • «Мой мальчик»                   |
| Фильмы                               | • «О Шмидте»                      |
| Фильмы                               | • «Адаптация»                     |
| Фильмы                               | • «История Антуана Фишера»        |
| Фильмы                               | • «Чикаго»                        |
| Фильмы                               | • «Фрида»                         |
| Фильмы                               | • «Банды Нью-Йорка»               |
| Фильмы                               | • «Часы»                          |
| Фильмы                               | • «Властелин колец: Две крепости» |
| Фильмы                               | • «Тихий американец»              |
| Телесериалы, телефильмы, мультфильмы | • «Фанатик»                       |
| Телесериалы, телефильмы, мультфильмы | • «Boomtown»                      |
| Телесериалы, телефильмы, мультфильмы | • «Из двери в дверь»              |
| Телесериалы, телефильмы, мультфильмы | • «Все любят Рэймонда»            |
| Телесериалы, телефильмы, мультфильмы | • «The Gathering Storm»           |
| Телесериалы, телефильмы, мультфильмы | • «Девочки Гилмор»                |
| Телесериалы, телефильмы, мультфильмы | • «Симпсоны»                      |
| Телесериалы, телефильмы, мультфильмы | • «Клиент всегда мёртв»           |
| Телесериалы, телефильмы, мультфильмы | • «Клан Сопрано»                  |
| Телесериалы, телефильмы, мультфильмы | • «Западное крыло»                |